# Orde van Haroonia
De  Orde van Haroonia, in de landstaal van Bahawalpur de "Imtiaz-i-Haroonia" geheten, is een ridderorde van de vorsten (Nawab) van Bahawalpur in de Punjab. De orde werd in 1903 ingesteld door de regerende Nawab, Z.H. Rukn-ud-Duala Nusrat-i-Jang Saif-ud-Daula Hafiz-ul-MulikMukhil-ud-Daula wa Huin-ad-Daula Nawab Al-Haj Sir Muhammed Khan V Abbasi. De orde moest zijn kroning luister bijzetten. Zijn zoon en opvolger Z.H. Rukn-ud-Duala Nusrat-i-Jang Saif-ud-Daula Hafiz-ul-MulikMukhil-ud-Daula wa Huin-ad-Daula Nawab Al-Haj Sir Sadiq Muhammed Khan V Abbasi is de orde blijven verlenen.
De orde heeft vijf graden, het juweel is een op een zilveren halve maan gelegde rode schijf met een tughra in de Ottomaanse stijl. De maan is op een gouden ster met acht punten gelegd. Tussen de acht punten van de ster zijn gouden halve manen en sterren, een symbool van de islam aangebracht.
Als verhoging is een gouden halve maan met ster bevestigd. Dat is het symbool van de islam. Niet alle graden hebben een kleinood met een verhoging.
Op de achtpuntige zilveren op de borst gedragen ster heeft de vorm van een op een zilveren halve maan gelegde rode schijf met een tughra in de Ottomaanse stijl. De maan is op een gouden ster met acht punten gelegd. Tussen de acht punten van de ster zijn gouden halve manen en sterren, een symbool van de islam aangebracht.
Op de maan staat in gouden Perzische letters "Imtiaz Haroonia", wat "goede vriend" betekent, geschreven.
Het lint was oorspronkelijk groengrijs met een goud-zwart-rode rand. Later, misschien na de kroning van Nawab Al-Haj Sir Sadiq Muhammed Khan V Abbasi rond 1930, werd het lichtgroen met een rood-wit-geel-zwarte bies.
Ridderorden zijn geen Voor-Indische traditie en de mohammedaanse nawab hebben inspiratie geput uit twee Turkse orden; de Orde van Mejidie en de Orde van Osmanie.
De onderscheiding werd niet aan Britten uitgereikt. De Britse bestuurders van de Raj mochten geen geschenken en zeker geen ridderorden aannemen van de quasi onafhankelijke Indiase vorsten. De vorsten stonden bekend om hun enorme rijkdom maar zij werden door de ambtenaren van de Britse onderkoning scherp in de gaten gehouden.De regering maakte bezwaar tegen het bestaan van ridderorden in de vorstenstaten maar zij zag het bestaan ervan door de vingers zo lang als er geen Britten in die ridderorden werden opgenomen. In een enkel geval heeft men gesanctioneerd dat een politieman een medaille van een Inlandse vorst ontving.
In 1947 werden de vorsten gedwongen om hun staten deel te laten uitmaken van de republiek India. In de "actie polo" greep het Indiase leger in opdracht van Nehru de macht in de zelfstandige rijken als Haiderapur en Patiala. De vorsten kregen een pensioen en zij bleven enige tijd een ceremoniële rol spelen. Hun ridderorden mochten niet worden gedragen in India maar voor zover het om gebruik binnen de familie en het hof ging werd het dragen van de orden van een maharadja door de vingers gezien.